# Peter O'Connor
Peter O'Connor (Irlanda, 24 de octubre de 1872-9 de noviembre de 1957) fue un atleta irlandés, especialista en la prueba de triple salto en la que llegó a ser campeón olímpico en 1906 y el primer plusmarquista mundial desde el 5 de agosto de 1901 al 23 de julio de 1921.

## Carrera deportiva
En los JJ. OO. de Atenas 1906 ganó la medalla de oro en el triple salto, superando al también británico Con Leahy (plata) y al estadounidense Thomas Cronan (bronce); además ganó la medalla de plata en salto de longitud, tras el estadounidense Myer Prinstein (oro) y superando de nuevo a otro estadounidense Hugo Friend.